# Crossidium geheebii
Crossidium geheebii là một loài rêu trong họ Pottiaceae. Loài này được (Broth.) Broth. mô tả khoa học đầu tiên năm 1902.